# قاعدة حميميم الجوية
قاعدة حميميم الجوية هي قاعدة جوية عسكرية روسية تقع جنوب شرق مدينة اللاذقية في محافظة اللاذقية، سوريا. وتتشارك القاعدة بعض مسارات الهبوط مع مطار اللاذقية الدولي، لكنها فقط محصورة للعمال الروس. كانت القاعدة صغيرة المساحة حيث أنها مخصصة سابقاً للطيران المروحي، لكن القوات السورية استخدمتها لاحقا لاستقبال الطائرات المدنية الصغيرة والمتوسطة.
وقد وقعت روسيا اتفاقا مع سوريا في أغسطس 2015 يمنح الحق للقوات العسكرية الروسية باستخدام قاعدة حميميم في كل وقت من دون مقابل ولأجل غير مسمى. واستخدمت روسيا القاعدة لتنفيذ مهام قتالية ضد فصائل المعارضة السورية. بعد مرور سنة على التواجد الروسي أعلنت روسيا عزمها توسيع قاعدة حميميم بغرض تحويلها إلى قاعدة جوية عسكرية مجهزة بشكل متكامل.

## الاسم
اسم هذه القاعدة الجوية باللّغة الروسية هوَ Хмеймим الذي يُترجم للغة العربية باسم حميميم. 

## الوضع القانوني

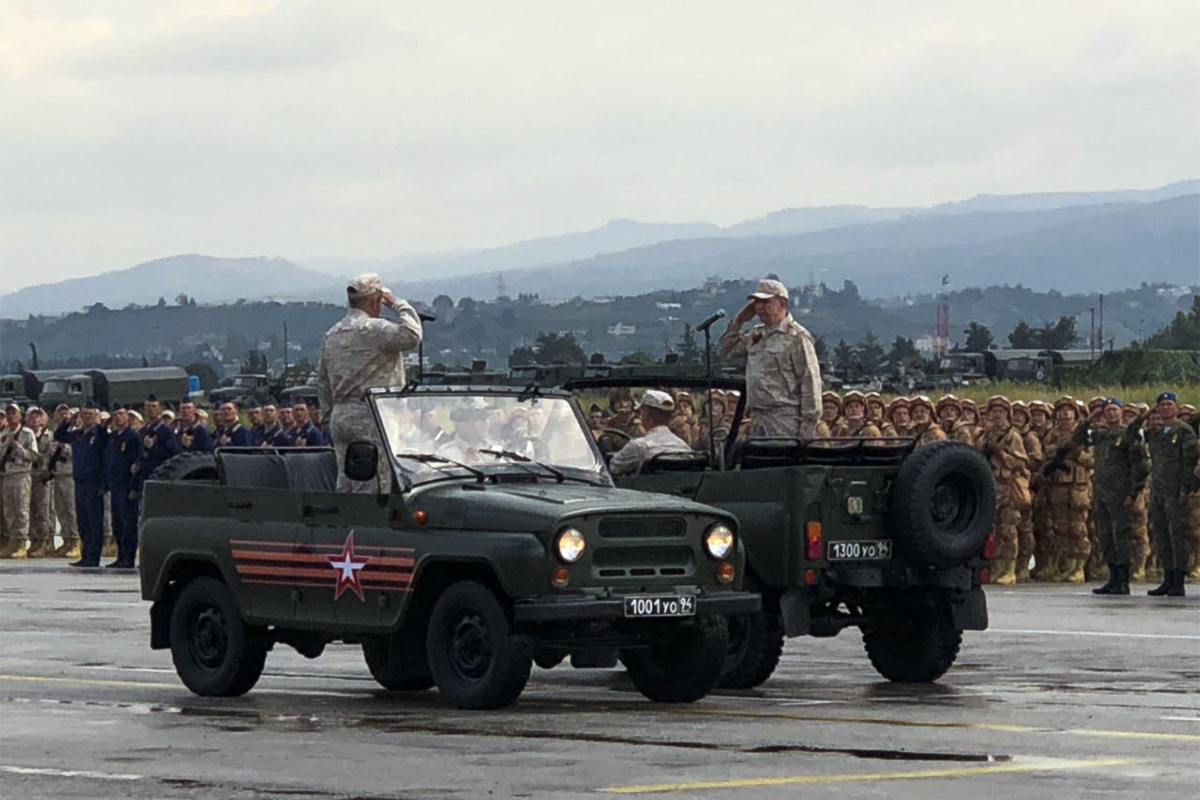
موكب عسكري في القاعدة الجوية حميميم في عام 2018

بُنيت قاعدة حميميم الجوية في منتصف عام 2015 بالقُرب من مطار باسل الأسد الدولي حيث كانت - ولا زالت - بمثابة «المركز الاستراتيجي للتدخل العسكري الروسي في الحرب التي شنها بشار الأسد على شعبه.» تمّ الكشف عن هذه القاعدة من قِبل الولايات المتحدة في مطلع أيلول/سبتمبر من عام 2015 حيث أعربَ مسؤولون أميركيون كُثر عن قلقهم إزاء احتمال تصعيد النزاع في سوريا. بدأت القاعدة الجويّة عملها بشكل رسمي في 30 أيلول/سبتمبر 2015.
بحلول 26 آب/أغسطس 2015 وقّعت روسيا وسوريا في العاصمة دمشق على معاهدة سرى مفعولها على الفور. نصّت المعاهدة وبشكلٍ واضح على شروط استخدام روسيا من لقاعدة حميميم في سوريا حيث سمحت هذه الأخيرة لموسكو باستعمال القاعدة بشكل مجّاني ومتى ما رَغبت في ذلك.
صادقَ البرلمان الروسي على المُعاهدة ثم وقّع عليها الرئيس فلاديمير بوتين في تشرين الأول/أكتوبر 2016 ليمنحَ روسيا وأفراد الطاقم العامِل في روسيا الحصانة القضائية على النحو المنصوص عليه في اتفاقية فيينا للعلاقات الدبلوماسية. نصّت المعاهدة على أنّّ الجيش السوري هو المسؤول عن حماية محيط القاعدة في حين أن الجانب الروسي هو المسؤول عن الدفاع الجوي الداخلي وحِماية قاعدة الموظفين. تمّ تعديل بعض بنود المعاهدة كما تمّ التوقيع على بروتوكولات جديدة في الثامن عشر من كانون الثاني/يناير 2017.
في أواخر كانون الأول/ديسمبر 2017؛ أعلنت روسيا أنها تدرسُ تشكيل «تجمع دائم» لضابطها وطائراتها في حميميم وكذلك في المرفق البحري في طرطوس وذلك بعدما وافقَ الرئيس بوتين على هيكل وأفراد قوّة قاعدتي حميميم وطرطوس.

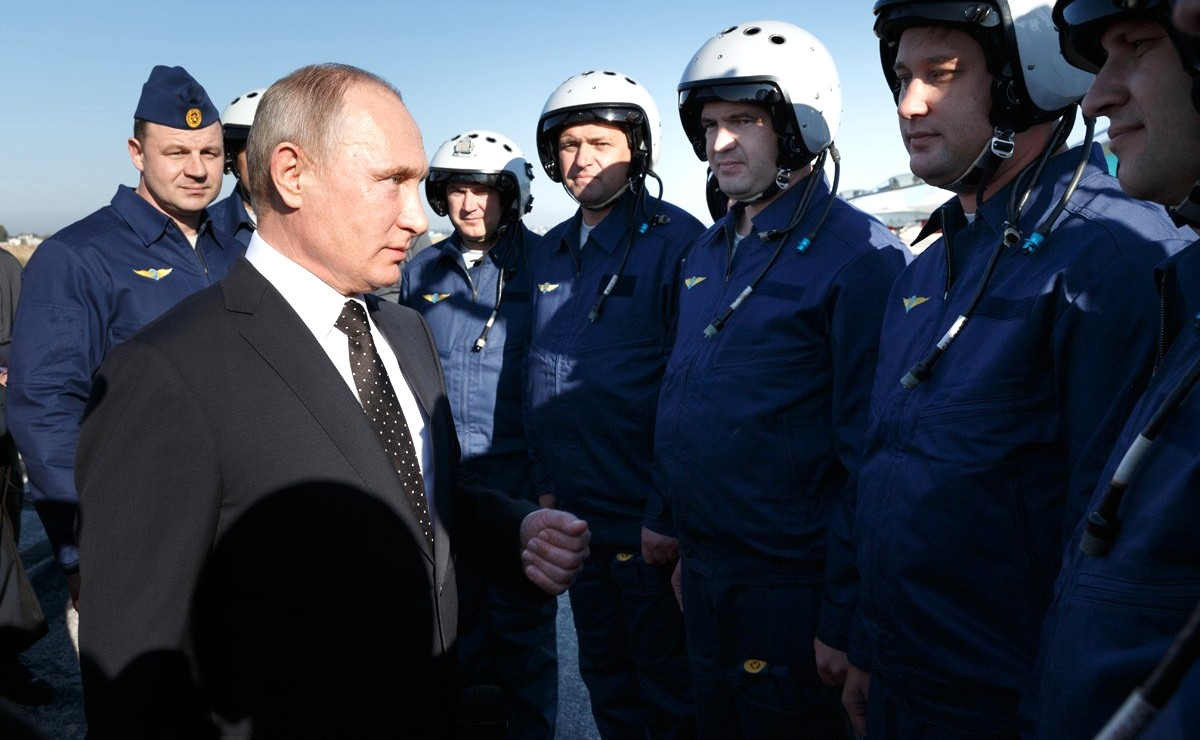
فلاديمير بوتين رفقة شلّة منَ الطيارين الروس في قاعِدة حميميم في 11 كانون الأول/ديسمبر 2017.

## العمليات

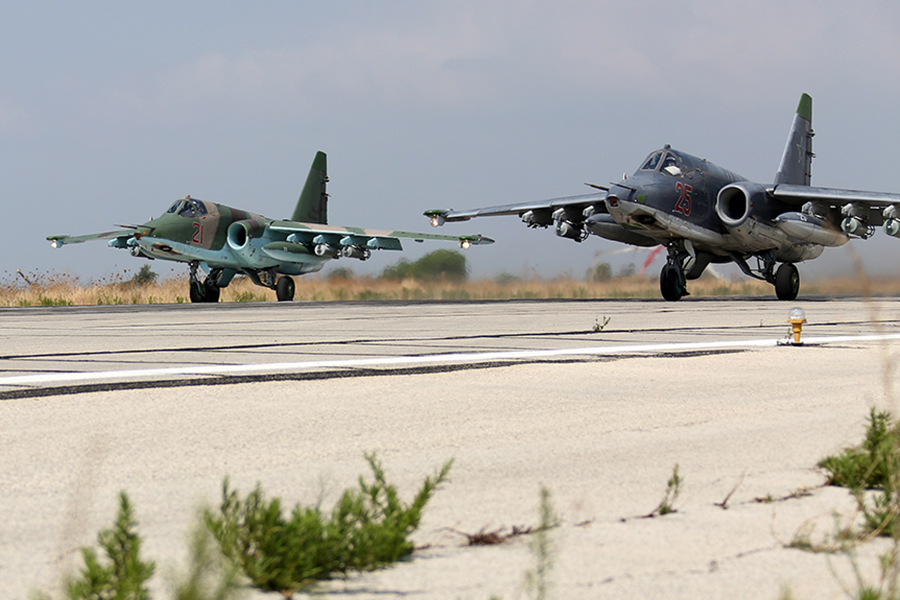
طائرتان روسيتان في حميميم يوم 3 تشرين الأول/أكتوبر 2015.

في غضون عدة أشهر من عام 2015؛ قامت روسيا بتجهيزِ البنية التحتية للقاعدة حيثُ أضافت أماكن الإقامة المكيفة لحوالي 1000 شخص، برج مراقبة الحركة الجوية، ملحقات المدرج، مرافق التخزين والمطابخ الميدانية هذا فضلًا عن محطات التزود بالوقود. بخصوص الإمدادات؛ عملَ الطيارون الروس على عمليات الشحن عن طريق ميناء طرطوس الذي يَبعدُ حوالي 50 كـم (31 ميل). تمكّنت هذه القاعدة في وقتٍ قصير منَ التعامل مع أنتونوف أن-124 روسلان وإليوشن إي أل-76 هذا فضلا عن طائرات نقل وشحن وطائرات حربية أخرى من قبيل سوخوي سو-24، سوخوي سو-25 وسوخوي سو-34s وكذلك دبابات تي-90 وبي تي أر-80 ومجموعة منَ المركباتِ المدفعية مثلَ ميل مي-24 وكذا المروحيات الحربية مثل ميل مي-8 أو حتّى مروحيات الدعم.

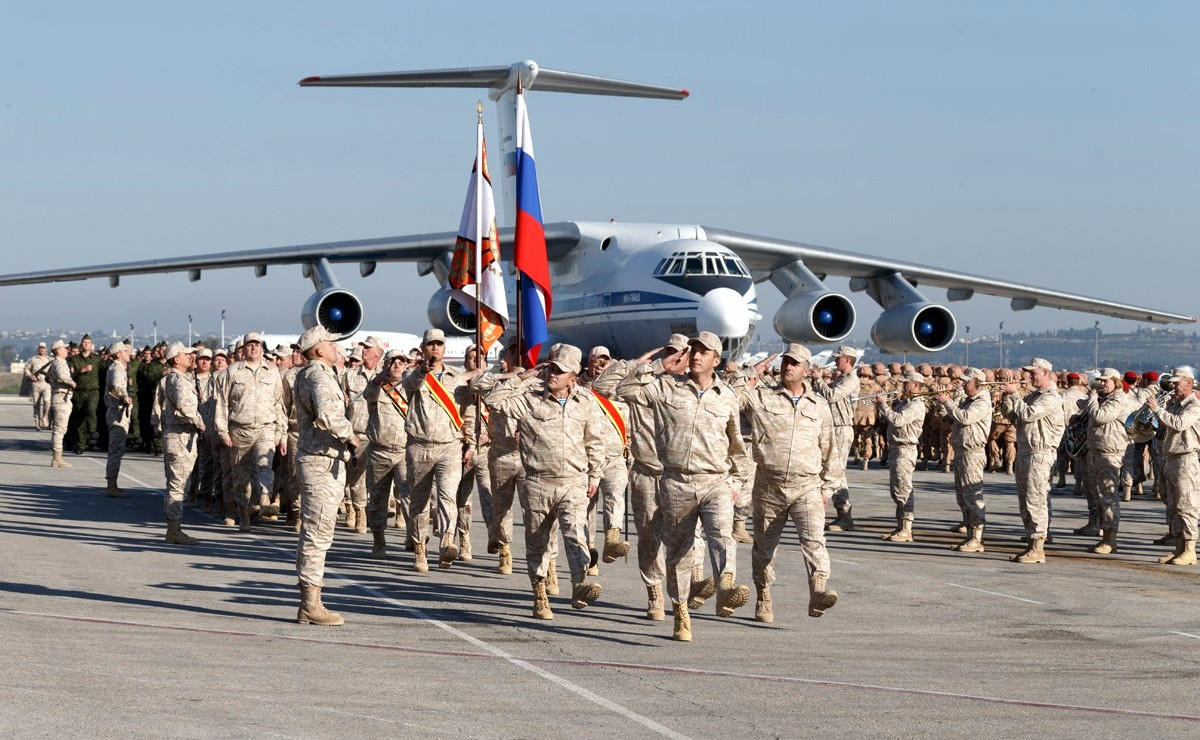
عرض عسكري روسي في 11 كانون الأول/ديسمبر 2017

بعد حادث إسقاط طائرة روسية يوم 24 تشرين الثاني/نوفمبر 2015 من طراز سوخوي 24 سمحت الحكومة الروسية بتثبيت نظام الدّفاع الصاروخي إس-400 تريومف الأكثر تطورًا وذلك للدفاع عن المجال الجوي من جنوب تركيا إلى شمال إسرائيل. في نهاية كانون الثاني/يناير 2016؛ بدأت روسيا في نشرِ مقاتلات من نوع سوخوي سو-35 داخل القاعدة، ثم بحلول فبراير 2016 نشرت روسيا مُجددًا مقاتلة توبوليف تي يو-204. في نهاية شباط/فبراير 2016 وردًا على التطورات بخصوص محادثات السلام في جنيف؛ قامَت روسيا بتأسيس مركز للتنسيق في القاعدة الجوية حميميم وذلك لتنسيق أنشطة الأطراف المتحاربة وكذا «تقديم أكبر قدر ممكن من المساعدة» لجميع الأطراف المشاركة في اتفاقيات وقف إطلاق النار باستثناء داعش، جبهة النصرة والجماعات المُصنّفة كإرهابية لدَى مجلس الأمن التابع للأمم المتحدة. حسب معظم وسائل الإعلام؛ فإنّ مديرية المخابرات الرئيسية هي من تُسيطر على القاعدة حيثُ تعمل من خلالها ومن خلال استخبارات الإشارات على دعمِ النظام السوري وحُلفائه ومواجهة الفصائل المُعارِضة.
تُؤمن وحدات الإعاقة الإلكترونية كراسوخا القاعدة.

## الحوادث الكبرى
في تشرين الثاني/نوفمبر 2016؛ فقدت حاملة الطائرات الروسية الأميرال كوزنستوف مُقاتلة ميج-29 كيه بسبب مشاكلَ في حبال الكبح. أظهرت صور الأقمار الصناعية تحطّم المقاتلة وحدوث أضرار على مستوى مقاتلة أخرى من نوع سوخوي سو-33 فوقَ القاعدة.
بحلول الثالث من كانون الثاني/يناير 2018؛ ذكرت صحيفة كورمسانت أن الثوار قد قصفوا في 31 كانون الأول/ديسمبر 2017 القاعدة مما تسبّب في مقتل عسكريين روس وفقدان ما لا يقل عن سبعة طائرات كانوا متمركزين في قاعدة تابِعة لوزارة الدفاع الروسية. بحلول الرابع من كانون الثاني/يناير 2018؛ اعترفت الحكومة الروسية بوقوع الهجوم مؤكدة في الوقت ذاته على مقتل جنديين اثنيين ولكنّها نفت تعطيل أي من طائراتها. حسبَ الصحفي سابونكوف والذي نشرَ صور الهجوم؛ فإنّ ما جاء في بيان وزارة الدفاع الروسية كاذب حيثُ أكّد على تضرر ما لا يقل عن 10 طائرات كانت هناك. في 12 كانون الثاني/يناير من نفس العام؛ ذكرت وزارة الدفاع الروسية أنّها تمكنت من تدمير قوافل لمجموعة من المسلحين الذين قصفوا القاعِدة بالقرب من الحدود الغربية من محافظة إدلب. بعد ذلك بثلاث أشهر وبالتحديد في 6 آذار/مارس 2018 تحطّمت طائرة نقل من طِراز أنتونوف أن-26 أثناء محاولة هبوطها داخل القاعدة الجوية مما تسببَ في مقتل 39 عسكريًا كانوا على متنها. لم تٌوضح وزارة الدفاع الروسية سبب تحطّم الطائرة لكنها نشرت بعضَ البيانات الأولية التي أشارت إلى أنّ عطلًا فنيًا هو الذي تسبب في الحادث. في التاسع عشر من سبتمبر عام 2018 كذلك؛ استهدفت الدفاعات الجويّة السورية طائرة روسية حلفية من نوع إليوشن إي أل-18 مما تسبب في تحطمها ومقتل كل طاقمها البالِغ عددهم 15 جنديًا. تبيّن فيما بعد أن الطائرات الإسرائيلية هي من تعمّدت الاختباء وراء الطائرة الروسية وذلك بعد تنفيذ ضربات جوية على مخازن في ريف اللاذقية. تسبّب هذا الحادث في توتر العلاقات الروسية الإسرائيلية.

### هجمات الطائرات بدون طيار
في 6 كانون الثاني/يناير 2018 أحبطت القوات الروسية سلسلة هجمات بطائرات بدون طيار كانت تنوي استهدافَ القاعدة الجويّة في عمليّة نوعية منذ اندلاع الحرب عام 2011. نشرت وزارة الدّفاع مجموعة منَ البيانات يومي 8 و10 كانون الثاني/يناير حيثُ أكّدت على حصول الهجوم فعلا بمشاركة 13 طائرة بدون طيار كانت تنوي استهداف قاعدتي حميميم وطرطوس هذا فضلًا عن مُنشأة بحرية لكنّ الجيش الروسي تمكّن من صدّ الهجوم ونشرَ بيانًا أوحى فيه إلى مسؤولية واشنطن عن كل ما حصل حيثُ ذكر: «إنّ الطائرات بدون طيار التي شاركت في الهجوم قد حُصلَ عليها من بلد يمتلك تكنولوجيا عالية وله القدرة على توفير الملاحة عبر الأقمار الصناعية والتحكم عن بعد.»
في 24 نيسان/أبريل من نفس العام؛ عاودت الطائرات بدون طيار الهجوم لكنّ القوات الروسية اعترضتها مُجددًا وتمكنت من تدمير بعضها خاصّة تلك التي اقتربت بشكل كبير من القاعدة. في 30 يونيو؛ صدّت الدفاعات الجوية الروسية صدت هجومًا ثالثًا بطائرة بدون طيار مجهولة. خلال شهري يوليو وأغسطس عام 2018؛ تعرّضت القاعدة الجوية لعدة هجمات بطائرات بدون طيار لكنّ روسيا صدت مُعظَمها. بحلول آب/أغسطس من عام 2018؛ كانت الدفاعات الجويّة الروسية قد أسقطت ما مجموعه 47 طائرة بدون طيار فوقَ قاعدة حميميم وطرطوس كذلك.

## ردود الفعل
في نهاية أيلول/سبتمبر 2015 قالَ القائد الأعلى لقوات حلف الناتو في أوروبا الجنرال فيليب بريدلوف إن هذا النوع من البنية التحتية العسكرية الروسية في سوريا بما في ذلك مضادة الطائرات ونظم الدفاع سيتسبب بحكم الأمر الواقع في حظر الطيران على مستوى تلك المنطقة ثم أضاف:«كما نرى بوضوح فإنّ نظم الدفاع الجوي الروسية بدأت تظهر في سوريا، لذلك فنحنُ قلقين من إنشاء منطقة في شرق البحر المتوسط يُحظر فيها الطيران.» تمّ نشر مقال مفصل في موقع ذا درايف في أوائل عام 2018. تطرّق المقال لقضيّة انتظام الهجمات على القاعدة الجوية والتي ستُزعج موسكو مما قد يضطرها من الانسحاب من هناك.